# Uèle Lamore
Uèle Lamore (née le 27 décembre 1993 à Paris) est une cheffe d'orchestre, compositrice et arrangeuse française.
En 2020, elle fait partie des 21 femmes cheffes d'orchestre en France[réf. nécessaire].

## Biographie

### Enfance et formation
Uèle Lamore est née d'un père peintre-sculpteur américain et d'une mère styliste centrafricaine. Elle commence le violon à 5 ans puis fait de la guitare classique et de la guitare électrique.
Passionnée de dessin et de mangas, elle part à Los Angeles après son baccalauréat pour une formation de guitariste de session. Elle y rencontre des guitaristes accompagnateurs de Beyoncé, 2 Chainz, Cee Lo Green... Elle part ensuite à Boston grâce à une bourse qui lui permet d'apprendre à diriger un orchestre au Berklee College of Music. Elle obtient un diplôme de composition et de direction d'orchestre. Elle part ensuite aux Pays-Bas effectuer un apprentissage auprès du Metropole Orkest (en) et de Jules Buckley.

### Carrière
De retour en France après son apprentissage aux Pays-Bas, elle monte l'orchestre indépendant Orage en 2017. Elle est ensuite affiliée au London Contemporary Orchestra en tant que cheffe d'orchestre invitée, et elle commence en parallèle à composer des bandes originales pour le cinéma.
La cheffe d'orchestre a établi un trait d'union entre les différents genres musicaux pour ainsi former un ensemble nouveau où résonnent les sons des cuivres, des bois, des cordes et de l'électronique. Ses influences sont jazzy, expérimentales, fusion, new wave et soul. Lamore a partagé la scène et collaboré avec plusieurs grands noms comme Max Cooper, Thylacine, Yael Naim, Silly Boy Blue ou Étienne Daho. Elle dirige régulièrement en tant que cheffe invitée le London Contemporary Orchestra et le Metropole Orkest. Elle collabore en 2024 avec Mica Levi et le London Symphony Orchestra.
Son premier EP, Tracks, est sorti en 2020.
Son premier album, Loom, est sorti en 2022. Un second EP, Multiply, sort la même année.
Un EP collaboratif, avec le trompettiste américain Theo Crocker (en), sort en 2023.
Elle signe les arrangements et orchestration de l'album Thylacine and 74 musicians de l'artiste Thylacine, sorti en 2024.
Un EP ambient expérimental, Méditations, sort en 2024.
En 2021, elle signe la bande originale du documentaire Marcher sur l'eau réalisé par Aïssa Maïga. En 2022, elle réalise la musique du documentaire Riposte féministe réalisé par Simon Depardon, et celle du film d'horreur américain The Apology (en) réalisé par Alison Locke. En 2024, elle compose la bande originale du film Les Femmes au balcon réalisé par Noémie Merlant et présenté au Festival de Cannes. Elle compose ensuite la musique de la série américano-britannique Maigret, dont la diffusion est prévue en 2025.

## Discographie

### Album
- 2022 : Loom, XXIM Records
- 2024: The Magnificent Day of Giacomo P., 7k! Records

### Bandes originales
- 2021 : Marcher sur l'eau, Sony Music / Milan / Bonne Pioche Music / Masterworks
- 2022 : Blood Rites
- 2022 : The Apology (en)
- 2024 : Les Femmes au balcon, Milan Records[11]

### EP
- 2019 : Series Mania 2019 (musique du Festival Séries Mania), Kwaidan Records
- 2020 : Tracks
- 2021: Heqet's Shadow: Return Of Glycon
- 2022: Multiply
- 2023: Uèle Lamore & Theo Crocker

### Collaborations et participations
- 2020 : You'll Only Love Once, Wire Magazine
- 2022 : The Dark, XXIM Records
- 2023 : Prelude in C Sharp Minor / Contes de la nuit, avec Theo Crocker (en), Radio France
- 2024 : Thylacine and 74 musicians de Thylacine - arrangements et orchestration

## Filmographie
Sauf indication contraire, les informations mentionnées dans cette section peuvent être confirmées par les bases de données cinématographiques IMDb et Allociné,  présentes dans la section « Liens externes ».
Comme compositrice :
- 2021 : Marcher sur l'eau (documentaire) d'Aïssa Maïga
- 2022 : Nô Feminist (court métrage) d'Aïssa Maïga
- 2022 : Blood Rites (court métrage) d'Helena Coan
- 2022 : Riposte féministe (documentaire) de Simon Depardon
- 2022 : The Apology (en) d'Alison Locke
- 2024 : Les Femmes au balcon de Noémie Merlant
- Prévu en 2025 : Maigret (série télévisée)
- Prévu en 2025 : Ballroom (série télévisée)

## Distinctions
- Festival du cinéma jeune public de Paris Mon Premier Festival 2021 : Prix de la musique de film jeune public avec la SACEM pour le documentaire Marcher sur l'eau[12]
- Prix CSDEM de la meilleure bande originale pour une documentaire en 2022.